# ケット語
ケット語（ケットご、Ket language）は、シベリア中央部に住む少数民族ケット人の固有言語。
現在ケット人は千数百人いるが、ケット語話者は600人ほどに減り、この言語は絶滅の危機に瀕している。
近隣に住むユグ人（Yugh、現在は数人以下で事実上消滅）の言語に近く、またかつてシベリア南部にいた諸民族の言語（18-19世紀の記録は残るがすでに死語）も同系統と考えられるため、エニセイ語族としてまとめられている。

## 系統
便宜上「古シベリア諸語」に含めることもあるが、他のシベリアの言語とは大きく異なる。ただしテュルク諸語からの借用語と見られるものは多い。
抱合語・能格言語的な特徴や、人称代名詞などに関して、北米先住民のナ・デネ語族や、ヒマラヤ西側のブルシャスキー語などに似た点もあり、これらと同系統とする説もあったが、言語学的に広く認められたものではなかった。
しかし、2008年にエドワード・ヴァイダによりエニセイ語族とナ・デネ語族が同系統であるという仮説が提唱された。これは動詞形態論や音韻の比較による厳密な方法論に基づくもので、多くの言語学者から支持を得ている。この2つの語族を合わせてデネ・エニセイ語族という呼称が提案されている。

## 声調
ケット語はシベリアの言語では珍しく声調がみられる。
| Tone name    | Glottalized     | High-Even     | Rising Falling              | Falling     | Rising High-Falling      |
| ------------ | --------------- | ------------- | --------------------------- | ----------- | ------------------------ |
| Tone contour | [˧˦ʔ] (34’)     | [˥] (5)       | [˩˧.˧˩] (13.31)             | [˧˩] (31)   | [˩˧.˥˧] (13.53)          |
| 例           | [kɛʔt] "person" | [sýl] "blood" | [su᷈ːl] ([sǔûl]) "hand sled" | [qàj] "elk" | [bə̌ntân] "mallard ducks" |

## 文字体系
1980年代にキリル文字をベースに新たに創作されたアルファベット
| А а | Б б | В в | Г г | Ӷ ӷ | Д д | Е е | Ё ё |
| Ж ж | З з | И и | Й й | К к | Ӄ ӄ | Л л | М м |
| Н н | Ӈ ӈ | О о | Ө ө | П п | Р р | С с | Т т |
| У у | Ф ф | Х х | Ц ц | Ч ч | Ш ш | Щ щ | Ъ ъ |
| Ә ә | Ы ы | Ь ь | ’   | Э э | Ю ю | Я я |     |

## 例文
- bu du-taRɔt 「彼は横たわる/眠る」
- ətn en dʌŋ-ɔtn 「私達は既に歩いている」
- bu ətn d-il'-daŋ-s' 「彼は私たちを魅了した」